# Kermes concinnulus
Kermes concinnulus är en insektsart som beskrevs av Cockerell in Bogue 1898. Kermes concinnulus ingår i släktet Kermes och familjen eksköldlöss. Inga underarter finns listade i Catalogue of Life.